# دهستان بالاده
دهستان بالاده، یکی از دهستان‌های بخش بیرم شهرستان لارستان در استان فارس ایران است. مرکز این دهستان، روستای بالاده است.

## جمعیت
بر پایه سرشماری عمومی نفوس و مسکن در سال ۱۳۹۵، جمعیت دهستان بالاده برابر با ۶٬۱۶۲ نفر بوده است.